# Vincenzo Molo

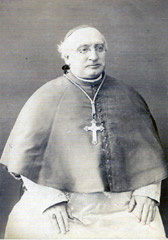
Bischof Vincenzo Molo (1901)

Vincenzo Massimo Pietro Molo (* 31. Mai 1833 in Bellinzona; † 15. März 1904 in Lugano) war ein Schweizer Bischof der römisch-katholischen Kirche.

## Leben
Vincenzo Molo war der Sohn des 1839 gestürzten Tessiner Staatsrats Corrado Molo und dessen Frau Luigia Bonzanigo. Da sein Vater infolge der politischen Umwälzungen im Tessin nach Mailand ins Exil gegangen war, besuchte er dort das Gymnasium und studierte an der Universität Pavia, von der er zum  Doctor iuris utriusque promoviert wurde. Er trat in das Priesterseminar in Mailand ein, studierte Theologie und wurde 1856 in Mailand zum Priester geweiht.
Nach der Priesterweihe unterrichtete er an den Knabenseminaren von Seveso und Monza und lehrte Kirchenrecht am Mailänder Priesterseminar, bis er 1864 als Vizerektor des Lombardischen Seminars nach Rom berufen wurde. Nach der italienischen Eroberung des Kirchenstaates 1870 ging er nach Bellinzona, wo er eine Stelle als Kanoniker am Kollegiatstift Santi Pietro e Stefano erhielt und 1878 zum Erzpriester ernannt wurde.
Am 20. September 1887 wurde er zum Bischof der 1885 errichteten Apostolischen Administratur des Kantons Tessin, seit 1888 Bistum Lugano, präkonisiert und am 2. Oktober von Bischof Gaspard Mermillod in der Kollegiatkirche in Bellinzona zum Bischof von Gallipoli geweiht. Weiheassistenten waren die Bischöfe Adrien Jardinier von Sitten (Sion) und Étienne Bagnoud von Bethlehem, Abt von Saint-Maurice. Er nahm seinen Bischofssitz in Lugano, wo die Stiftskirche San Lorenzo di Lugano durch päpstliche Bulle von 7. September 1888 zur Kathedrale San Lorenzo erhoben wurde. 1895 wurde er zum Päpstlichen Hausprälaten und römischen Grafen ernannt.
Bischof Molo war ein Befürworter eines Konkordats zwischen der Bundesregierung der Schweizerischen Eidgenossenschaft und dem Heiligen Stuhl, das dauerhaft die Beziehungen des Kantons Tessin zur römisch-katholischen Kirche regeln sollte. Als Erzpriester bewirkte er die Gründung des Instituts Santa Maria in Bellinzona und die Restaurierung der Kollegiatkirche; als Bischof kümmerte er sich um die Organisation der neuen Diözese und den Bau des Diözesanseminars, dem er sein Vermögen vermachte.
Er wurde in der Basilika del Sacro Cuore in Lugano Molino Nuovo beigesetzt.